# Хуан де Ґарай

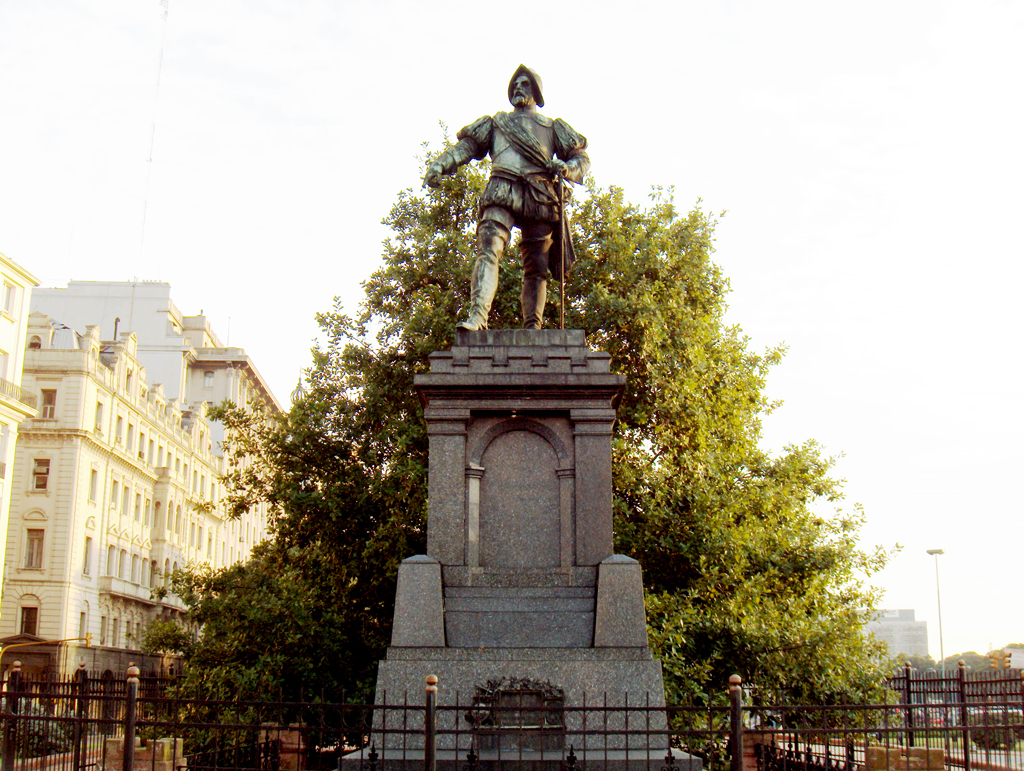
Пам'ятник де Ґараю в Буенос-Айресі

Хуан де Ґарай (ісп. Juan de Garay; 1528 — 1583) — басксько-іспанський конкістадор та дослідник нових земель. Він працював та воював спершу у Перу, а потім в районі басейну Ла-Плати. Він був губернатором Асунсьйону (зараз Парагвай) та заснував багато міст навколо річки Парана, зокрема відновив місто Буенос-Айрес в 1580 році.